# 魔界戦記ディスガイアシリーズ
魔界戦記ディスガイアシリーズ（まかいせんきディスガイアシリーズ）は、日本一ソフトウェアから発売されているシミュレーションRPGのシリーズ作品である。「ディスガイアシリーズ」とも呼ばれる。

## 概要
2003年1月30日に第1作『魔界戦記ディスガイア』が発売され、やり込み要素の豊富さで話題を呼び、口コミによって人気が高まっていった。
シリーズ全てのジャンル名に「やり込み」が冠されているだけあり、やり込み要素が非常に強く、通常のRPGでは考えられないような能力値までキャラクターを育て上げることができる。関連作品はいずれもSRPGではないが、やり込み要素は健在である。
キャラクターデザインは原田たけひと、BGMは佐藤天平が担当している。
全世界でのシリーズ累計出荷数は2021年7月の時点で500万本を超えている。

## 世界観
魔界
舞台は基本的に「魔界」と呼ばれる世界であり、「悪魔」と呼ばれる者たちが支配している。善悪の概念が逆転しており、「最低」「汚い」などは誉め言葉であり、罪を犯すと基本的に称えられる。
魔界は1つだけではなく、宇宙のような空間にたくさんの惑星のようなものとして存在している。このことは世界観を同じくする『ファントム・キングダム』で具体的に触れられている。
悪魔
悪魔は皆一様に強大な力を持ち、魔界での地位向上を狙い日々戦いを繰り返している。ほとんどの悪魔は「愛」や「友情」などの言葉を知らない、または嫌っており、その気になれば自身の親兄弟ですら寝首をかく、冷酷な性格の者が多い。
天界
天使が住んでいる世界。魔界とは巨大な門によって隔てられている。第1作第3作（ラズベリル編のみ）の魔界にのみ登場しており、第4作でも設定上では存在しているが、他の魔界にも存在するかは不明である。
管理人
作中で言及されることは一切ないが、オメガ系以上の魔法を発動した際に現れるキャラクターは「管理人」と呼ばれる者達である。それぞれの魔法を極めた者達であり、他者がその魔法を使った時に暴発しないよう監視している。

## 種族（職業）
作成可能な汎用ユニット。種族毎に様々な設定が存在するが、ゲーム中で触れられることはない。特記のない場合、全シリーズに登場。なお、ここで触れているのは本編シリーズにおけるものであり、外伝ではこの限りではない。
各キャラクターの性能は作品ごとに一部変更されているので、キャラクターの性能は『ディスガイア5』（『ディスガイア5』未登場の場合は最終登場作品）に準拠する。

### 人型
戦士（男 / 女）
男戦士は剣・槍・斧、女戦士は斧の代わりに弓が適正武器。HPや攻撃・物理防御がやや高めで扱いやすい。
男戦士は隣接する敵の数だけ、女戦士はターン中移動したマスの数だけ攻撃力が上昇する。
男戦士には筋トレが趣味という設定を持つ。
女戦士には引退した女戦士である師匠と共に「リーベ」として2人きりで修行生活をしていて、そのため勝気な性格になっているが年頃の女の子な一面を見せるというキャラ設定を持つ。
魔法使い（男 / 女）
杖、攻撃魔法を得意とする。移動力、パラメータは低い。男は攻撃力が高いがSPの消費が激しく、女は男よりも攻撃力とSP消費量が抑えられている。
それぞれ使用できる魔法の属性に合わせて赤・青・緑の色の名前がつく。過去作品では男魔法使いは○ドクロと呼ばれていた。
男のデザインは『初代』では伝統衣装を顔を覆うほど纏った不気味な感じになっているが、『2』以降では『初代』に着ていた伝統衣装を纏ってはいるが可愛い男の子になっている。
格闘家（男 / 女）
『初代』『3』『D2』『5』に登場。男はカウンター攻撃が強く、女は一撃離脱の戦法を念頭に置いたパラメーターで、拳武器の扱いを得意とする。能力は平均的。
『3』にてデザインが一新され、中国拳法の使い手のような衣装に変更されている。
女格闘家には「獣の里」出身というキャラ設定を持つ。
僧侶（男 / 女）
回復魔法を得意とする。男は『初代』『3』『D2』『5』に登場。男僧侶は『3』『D2』の2回デザインが変更されている。
男僧侶は回復魔法に状態異常回復の効果が付与され、女僧侶は回復量が2倍になる。
女僧侶には天界を追放された堕天使が治癒術を広めたとされ、女僧侶専門の魔法学校は数千年の歴史を誇り、「ヴィナヤ」という教えに従い常に瞑目しているというキャラ設定を持つ。
アーチャー（男 / 女）
弓の扱いを得意とする。ディスガイアの汎用ユニットの代名詞とも言えるポジション。男は『3』『7』に登場。
男アーチャーは攻撃対象が自分より低い位置にいるほど攻撃力が上昇、女アーチャーは（自分の攻撃範囲内で）味方が攻撃行動を行った場合に支援攻撃を行う。
女アーチャーには女性だけが住む氷の山村「パドル」出身で、風向きや風力を読む能力を持ち、弓は至高の武器だという考えから弓以外の武器を嫌う、弓を引くのに邪魔な胸は淘汰されていったというキャラ設定を持つ。
侍（男 / 女）
剣の扱いが戦士よりややうまい。男は『2』『3』に登場。女はPS2版『2』では未登場だが、PSP版『2PORTABLE』のセーブデータ特典で入手可能（PSP版『初代』セーブデータ所持で解禁）。
男侍は正面への攻撃時、女侍は単体の敵ユニットへの攻撃時に攻撃力が上昇する。
忍者（男 / 女）
回避力の高いスピードタイプのキャラ。男忍者は　『2』『3』『4』『5』に登場女忍者は『2』『3』に登場（『4』『5』ではDLC配信）
男忍者は隣接ユニットからの攻撃、女忍者は2体以上を対象にした攻撃を一定確率で回避する。
女忍者には決まりとして黒を基調とした忍装束を義務づけられている反動で可愛いファッションに憧れているというキャラ設定を持つ。
天使兵（男 / 女）
隣接する味方に攻撃力上昇やダメージ軽減を付与する。男天使兵は『D2』から登場。女天使兵はDLCでの登場が多く、それ以外ではある程度ゲームを進めてから初めて作成可能になるなど、総じて上級職的な立ち位置であることが多い。
男天使兵はシリーズで唯一の蘇生技を有する（ただし使用すると自分が戦闘不能になる）。女天使兵の固有技ではシリーズ初の復活不可（ロスト判定）が登場している。
盗賊（男 / 女）
銃がやや得意だがそれ以外は苦手で、パラメータも低い。相手の装備品やパラメータを盗んだり、相手を状態異常にすることができる。男は『初代』『7』、女は『2』以降に登場。
後発の作品ではマップ上に木箱や爆弾タルを設置する技が登場し、これらを投げることで相手にダメージを与えたり移動の補助が可能。
魔物使い（女）
『2』『3』『4』に登場。魔物型キャラクターの所得経験値、マナを増加させたり、パラメータを増加させたりと特殊能力を覚える等魔物型キャラクターを中心に使うなら一人は欲しい存在。
呪術師（女）
『3』『4』に登場（『5』はDLC配信）。相手の能力値を下げたり状態異常にしたりするスキルを覚える。
マップ上の敵全体に作用する魔ビリティーを多く持ち、自分が戦闘不能になった際に発動するものも存在する。
悔恨の邪神「ドゥルヴァルキー」を信仰しているというキャラ設定を持つ。
魔法剣士（女）
剣と杖を得意とし、魔法も覚えられる。ただし覚えられる魔法のランクは魔法使いには劣る。
属性攻撃時、属性耐性の分だけ攻撃力が上昇する。通常の剣固有技に属性を付加させた専用技を習得可能。
『初代』と『2』以降とのデザインの変更はあまりないが、『初代』の口調は男口調で、『2』以降の口調は礼儀正しくなっている。
作成可能になる議題が「グラマー美女を作りたい」になっていたり、『4』では自分のグラビア雑誌が結構売れるという拠点時のセリフがあるなど、ゲーム中では肉感的な体型をしているという設定がある。
ガンナー（男 / 女）
男は『2』以降、女は『3』『7』に登場。名前の通り銃の扱いを得意とする遠距離ユニット。
後続する味方の攻撃を必中にする魔ビリティーを持つ男とは打って変わって、女ガンナーは撃破時のヘル（シリーズ共通の通貨単位）に作用する魔ビリティーを多く持つ。
男ガンナーには遠い標的を正確に狙う「魔眼」の持ち主で、魔法使いをも凌駕する集中力のため狙った獲物は逃がさない一匹狼タイプというキャラ設定を持つ。
女ガンナーには元商人で、今の職業になった後も商魂たくましく隙あらば商売を始めるというキャラ設定を持つ。
魔人（男）
『初代』『2』『3』に登場。厳密には職業ではなく、生まれ持った稀有な才能として扱われている設定を持つ。
『初代』では汎用ユニットで唯一の投げ範囲6マスのユニット（固有キャラではゴードンのみ）だったため、一部高難易度マップでは攻略に必要な場面があった。
賢者（男 / 女）
男は『2』『3』に、女は『5』のみ登場。アイテム界におけるジオエフェクトを操作する事ができるユニット。
過去作品ではアイテム界のランクボーナスに作用する固有技も使用できた。『5』ではユニットに一度に2回攻撃させられる固有技を持つ。
男賢者には「ジオクリスタル」という老人になるほどの生命力を奪う地形を操る能力を得る鉱物を頭に埋め込んでいて、老人の見た目とは裏腹に実年齢は若いというキャラ設定を持つ。
メイド（女）
『5』のみ登場。攻撃後にもアイテムが使用できる唯一のユニット（攻撃に使用する行動回数をアイテムに充てることで1ターンに2回アイテムが使用可能にも出来る）。
使用するアイテムの効果を高めたり出来る他、行動を終了した味方を再度行動可能にする固有技を持つサポートの要。銃と弓が適正武器の遠距離タイプ。
パイレーツ（男）
『5』のみ登場。敵から距離を離すほど攻撃力が上昇するため、銃が適正武器（この魔ビリティー自体は過去作品のアーチャーが所持していた）。
賢者同様ジオエフェクトを操作する固有技を持つほか、一定確率で敵の装備アイテムを撃破時に奪い取る魔ビリティーを持つユニークなユニット。
闇黒騎士（男）
『5』のみ登場。自分に隣接している敵に攻撃した際、攻撃対象に隣接したユニットにダメージを拡散させる魔ビリティーを持つ。
ダメージ拡散はマップ上のアイテムユニット（宝箱等）にも作用するが味方には反応しない。ただし味方が間に入っていた場合は、その味方と隣接する敵ユニットにダメージが拡散される。
ストライダー（男）
『初代』のみ登場。『初代』においてジオエフェクトの操作が可能だったユニット。適正武器は銃。
アイテム界でのみ設置可能な自動砲台を呼び出す固有技を持っていた。後続の作品では登場していないユニットのひとつ。
舞妓（女）
『7』のみ登場。男性ユニットに対し効果的な魔ビリティーを多く持つ他、過去作における「応援師」「衛生兵」「メイド」と同様、再攻撃可能になる特技を持つ。
機動戦姫（女）
『6』『7』に登場。天使兵と同じく上級職的ポジション。
戦闘能力が極めて高く、『7』ではフィールド広範囲に攻撃できる固有技も持つ。

### 魔物型
プリニー
小悪魔族
妖霊族
飛妖族
妖騎士族
竜神族
妖魔族
魔獣族
夜魔族
猫娘族
九尾族

## シリーズ一覧
※PS2=PlayStation 2、PS3=PlayStation 3、PS4=PlayStation 4、PSP=PlayStation Portable、PS Vita=PlayStation Vita、DS=ニンテンドーDS、Switch=Nintendo Switch

### 本編作品
| 2003 | 魔界戦記ディスガイア  |
| 2004 |                       |
| 2005 |                       |
| 2006 | 魔界戦記ディスガイア2 |
| 2007 |                       |
| 2008 | 魔界戦記ディスガイア3 |
| 2009 |                       |
| 2010 |                       |
| 2011 | 魔界戦記ディスガイア4 |
| 2012 |                       |
| 2013 | ディスガイア D2       |
| 2014 |                       |
| 2015 | 魔界戦記ディスガイア5 |
| 2016 |                       |
| 2017 |                       |
| 2018 |                       |
| 2019 |                       |
| 2020 |                       |
| 2021 | 魔界戦記ディスガイア6 |
| 2022 |                       |
| 2023 | 魔界戦記ディスガイア7 |

- 魔界戦記ディスガイア（2003年1月30日、PS2）
  - 魔界戦記ディスガイア PORTABLE（2006年11月30日、PSP）
  - 魔界戦記ディスガイア PORTABLE 通信対戦はじめました。（2007年11月29日、PSP）『PORTABLE』に通信対戦機能を付与した廉価版
  - 魔界戦記ディスガイア 魔界の王子と赤い月（2008年6月26日、DS）
  - 魔界戦記ディスガイア PC（2016年2月25日、Windows（Steam））『PORTABLE』をベースにUI、テクスチャを一新したバージョン
  - 魔界戦記ディスガイア Refine（2018年7月26日、PS4・Switch）
- 魔界戦記ディスガイア2（2006年2月23日、PS2）
  - 魔界戦記ディスガイア2 PORTABLE（2009年3月26日、PSP）
  - 魔界戦記ディスガイア2 PC（2017年1月31日、Windows（Steam））『PORTABLE』をベースにUI、テクスチャを一新したバージョン
- 魔界戦記ディスガイア3（2008年1月31日、PS3）
  - 魔界戦記ディスガイア3 ラズベリル編はじめました。（2009年9月17日、PS3）追加シナリオ
  - 魔界戦記ディスガイア3 Return（2011年12月17日、PS Vita）
- 魔界戦記ディスガイア4（2011年2月24日、PS3）
  - 魔界戦記ディスガイア4 フーカ&デスコ編はじめました。（2011年10月27日、PS3）追加シナリオ
  - 魔界戦記ディスガイア4 Return（2014年1月30日、PS Vita）
  - 魔界戦記ディスガイア4 Return（2019年10月31日、PS4・Switch）
  - 魔界戦記ディスガイア4 Return（2020年9月11日、Windows（Steam））
- ディスガイア D2（2013年3月20日、PS3）
- 魔界戦記ディスガイア5（2015年3月26日、PS4）
  - 魔界戦記ディスガイア5（2017年3月3日、Switch）
  - 魔界戦記ディスガイア5 COMPLETE（2018年10月23日、Windows（Steam））
- 魔界戦記ディスガイア6（2021年1月28日、PS4・Switch）
  - 魔界戦記ディスガイア6（2022年6月16日、PS5）
  - 魔界戦記ディスガイア6 COMPLETE（2022年6月29日、Windows（Steam、Epic Games））
- 魔界戦記ディスガイア7（2023年1月26日、PS5・PS4・Switch）

### 外伝作品
- プリニー 〜オレが主人公でイイんスか?〜（2008年11月20日、PSP）
- ディスガイア インフィニット（2009年11月1日〈ダウンロード〉 / 2010年4月22日〈UMD〉、PSP）
- プリニー2 〜特攻遊戯! 暁のパンツ大作戦ッス!!〜（2010年3月25日、PSP）

#### 携帯電話 / スマートフォン
- 無限形態ディスガイア（2004年5月25日、iアプリ / 2005年7月21日、EZアプリ / 2007年10月17日、S!アプリ）
- 無限形態ディスガイア フロン編（2004年8月2日、iアプリ / 2007年11月26日、S!アプリ / 2008年2月28日、EZアプリ）
- ディスガイアブロック（2005年4月1日、iアプリ）
- パズルDEバトル ディスガイア（2006年6月26日、iアプリ / 2006年9月28日、EZアプリ / 2007年1月29日、S!アプリ）
- プリニーの逆襲（2006年7月24日、iアプリ / 2006年11月2日、EZアプリ / 2007年2月26日、S!アプリ）
- ポイッと！プリニー（2006年11月27日、iアプリ / 2007年3月26日、S!アプリ / 2007年5月24日、EZアプリ）
- 地獄の坂くだり　〜ラハールの根性ためし〜（2006年12月19日、iアプリ）
- ディスガイアブロック3（2008年1月7日、iアプリ）
- ディスガイアブロック3 PINK（2008年1月7日、iアプリ）
- 魔界学園ディスガイア（2008年6月30日、iアプリ）
- 無限魔界ディスガイア（2011年5月16日、Androidアプリ）
- ディスガイア魔界コレクション（2012年9月24日、フィーチャーフォン〈GREE〉 / 2012年10月15日、Android〈GREE〉[14] / 2012年12月21日〈ヤマダゲーム〉[15] / 2013年5月17日、フィーチャーフォン・スマートフォン〈Mobage〉 / 2014年4月14日、フィーチャーフォン・スマートフォン〈dゲーム〉）
- ディスガイア レギオンバトル（2013年4月25日、配信:Gゲー、Android）[16][17]
- 魔界ウォーズ（2018年2月15日、Android / 2018年2月16日、iOS） - 『ゆるドラシル』とのコラボレーション作品。
- 魔界戦記ディスガイアRPG（2019年11月[18]、Android / iOS）

### その他の作品
- ジオパズル（2006年4月14日、Flashゲーム） - 『魔界戦記ディスガイア2 デジタル原画集』のプロモーション用プロモーション用ゲーム。期間限定公開[19]。
- 魔立邪悪学園 / マオの部屋（2009年4月23日、PlayStation Home 特設ラウンジ） - ミニゲームあり[20][21]。
- 魔界戦記ディスガイア4ラウンジ（2011年2月24日、PlayStation Home 特設ラウンジ） - ミニゲームあり[22]。

## スタッフ
- 新川宗平 - シナリオ担当。劇中歌の作詞も務める。
- 原田たけひと - キャラクターデザイン担当。
- 佐藤天平 - BGM担当。